# إدغار غونزاليس (لاعب كرة قاعدة)
إدغار غونزاليس (بالإنجليزية: Edgar Gonzalez) هو لاعب كرة قاعدة أمريكي، ولد في 14 يونيو 1978 في سان دييغو في الولايات المتحدة.

## وصلات خارجية
- إدغار غونزاليس على موقع دوري كرة القاعدة الرئيسي (الإنجليزية)
- إدغار غونزاليس على موقع الدوري الياباني لكرة القاعدة (الإنجليزية)
- إدغار غونزاليس على موقعبيزبول رفرنس.كوم (الدوري الرئيسي) (الإنجليزية)
- إدغار غونزاليس على موقعبيزبول رفرنس.كوم (الدوري الثانوي) (الإنجليزية)
- إدغار غونزاليس على موقع إي إس بي إن.كوم (أم.أل.بي) (الإنجليزية)
- إدغار غونزاليس على موقع مشجعي الرسوم البيانية (الإنجليزية)